# ウーンデッド・バード・レコード
ウーンデッド・バード・レコード（Wounded Bird Records）は1998年にアメリカニューヨーク州ギルダーランドに創設されたレコード・レーベル。ワーナー・ミュージックやソニーBMGの1960年代から1980年代初期にかけてのカタログの再発を主としている。ロックを中心としているが、ジャズ/フュージョンのカタログもリイシューしている。

## 公式サイト
- 公式サイト